# Rhonda Byrne
Rhonda Byrne (ur. 26 sierpnia 1945) – australijska pisarka i producentka, najbardziej znana jako autorka książki Sekret (2006), opartej na filmie pod tym samym tytułem, którego była producentką. 
Zarówno książka i jak film odniosły wielki sukces komercyjny na świecie; według danych z 2010 r., książkę sprzedano w ponad 19 milionów egzemplarzy w 40 językach. Sekret oraz kolejne książki z tej serii oparte są na idei tzw. "prawa przyciągania", czyli na wierze w to, że sukcesy i porażki danej osoby są bezpośrednim skutkiem jej myśli. Modyfikując swoje myśli i nastawienie można przyciągnąć do siebie pożądane dobra.

## Publikacje
- Sekret (The Secret, 2006), Nowa Proza, 2007.
- The Secret Gratitude Book, 2007.
- Siła (The Power, 2010), Nowa Proza, 2012.
- Bohater (Hero, 2013), Dom Wydawniczy Rebis, 2014.
- Magia (Magic, 2012), Nowa Proza, 2015.
- The Secret. Nauki na każdy dzień (The Secret Daily Teachings, 2008), Dom Wydawniczy Rebis, 2015.
- Jak Sekret odmienił moje życie (How The Secret Changed My Life: Real People. Real Stories., 2016), Nowa Proza, 2020.
- Największy sekret (The Greatest Secret), Harper Collins Polska 2021, ISBN 978-83-276-6666-6